# Näshulta (småort)
Näshulta är sedan 2005 en småort i södra delen av Eskilstuna kommun, Södermanlands län. Orten, som består av nybyggda småhus, ligger i Näshulta socken nordost om kyrkbyn Näshulta och strax norr om Näshultasjön.